# Miguel Pro
Miguel Agustín Pro (n. 13 ianuarie 1891, Guadalupe⁠(d), Zacatecas, Mexic – d. 23 noiembrie 1927, Ciudad de México, Mexic) a fost un preot mexican executat în timpul regimului condus de generalul Plutarco Elías Calles, sub o învinuire falsă. 
Papa Ioan Paul al II-lea l-a beatificat pe Miguel Pro în anul 1988, constatând că a fost ucis in odium fidei (din ură față de credință).